# Europameisterschaften 1925
Als Europameisterschaft 1925 oder EM 1925 bezeichnet man folgende Europameisterschaften, die im Jahr 1925 stattgefunden haben:
- Boxeuropameisterschaften 1925 in Stockholm (Schweden)
- Cadre-45/2-Europameisterschaft 1925
- Eishockey-Europameisterschaft 1925 in Štrbské Pleso und Starý Smokovec (Tschechoslowakei)
- Eiskunstlauf-Europameisterschaft 1925 in Triberg (Deutsches Reich)
- Motorrad-Europameisterschaft 1925 in Monza (Italien)
- Ringer-Europameisterschaften 1925 in Mailand (Italien)
- Ruder-Europameisterschaften 1925